# Parapercis tetracantha
Parapercis tetracantha és una espècie de peix de la família dels pingüipèdids i de l'ordre dels perciformes.

## Descripció
El cos fa 26 cm de llargària màxima i presenta 3 sèries de grans punts longitudinals i blanquinosos, una banda de color gris-marró fosc des del clatell fins a l'interopercle i contenint un anell negre just per sobre de l'obertura branquial, una franja de color gris-marró fosc i ampla a sota de l'ull i 3 punts negres a cada costat de l'abdomen. 5 espines i 20-21 radis tous a l'aleta dorsal i 1 espina i 16-17 radis tous a l'anal.

## Alimentació
El seu nivell tròfic és de 3,47.

## Hàbitat i distribució geogràfica
És un peix marí, associat als esculls (entre 12 i 20 m de fondària) i de clima tropical, el qual viu a la conca Indo-Pacífica: els vessants costaners (des de la costa rocallosa poc fonda fins a les àrees més fondes i toves) des de la badia de Bengala (les illes Andaman, l'Índia) fins al Japó (com ara, les illes Ryukyu) i Indonèsia, incloent-hi Taiwan, Tailàndia, Papua Nova Guinea, les illes Filipines, les illes Cocos, Fiji i la república de Palau.

## Observacions
És inofensiu per als humans.